# 錦江町立大根占中学校
錦江町立大根占中学校（きんこうちょうりつ おおねじめちゅうがっこう）は、かつて鹿児島県肝属郡錦江町城元にあった町立中学校。

## 校区
- 大根占小校区:全体

## 概要
- 昭和22年に開校。平成17年3月22日に錦江町制が発足するまで、大根占町の設置する町立中学校であった。
- 閉校直前の数年間は、生徒数は100人前後で推移していた。

## 統廃合による閉校
2008年3月、過疎化と少子化により、田代中学校を除く町内の他の3中学校（旧大根占町の中学校）と共に「錦江町立錦江中学校」へ統合され、閉校した。
なお、錦江中の校舎及び敷地は、大根占中学校のそれらを引き継いでいる。

## 校則
男子頭髪は校則で丸刈り（坊主）が強制されていたが、2001年12月、頭髪規定が見直され、2002年7月に丸刈り強制は廃止された。